# Formulele lui Frenet
În geometria diferențială, formulele lui Frenet descriu proprietățile cinematice ale unei particule ce se deplasează pe o curbă continuă și diferențială într-un spațiu euclidian tridimensional {\displaystyle \mathbb {R} ^{3}} sau chiar proprietățile curbei.
Mai exact, aceste formule stabilesc corelațiile dintre versorii tangent, normal și binormal de pe un punct al curbei.
Formulele au fost descoperite independent de către Jean Frédéric Frenet în 1847 și de către Joseph Alfred Serret⁠(en)[traduceți] în 1851, de aceea mai sunt cunoscute și ca formulele Frenet-Serret.
Fie o curbă {\displaystyle \Gamma \!} definită prin vectorul de poziție {\displaystyle {\vec {r}}\!}.
Dacă {\displaystyle {\vec {\tau }}\!} este versorul tangentei și cu {\displaystyle {\vec {n}}\!} versorul lui {\displaystyle {\overrightarrow {r}}''(s)\!}, atunci
(1)     {\displaystyle {\vec {r}}''(s)\perp {\vec {r}}'(s).}
Rezultă:
(2)     {\displaystyle {\frac {d{\vec {\tau }}}{ds}}=K{\vec {n}}},
unde K este funcție de s care se va preciza.
Definiția 1: Se numește normala principală la curba {\displaystyle \Gamma \!} în punctul M dreapta care trece prin M și care are ca vector director versorul {\displaystyle {\vec {n}}\!} (versorul normalei principale).

Definiția 2: Se numește curbura curbei {\displaystyle \Gamma \!} în punctul M lungimea vectorului {\displaystyle {\frac {d{\vec {\tau }}}{ds}}.}
Definiția 3: Se numește versorul binormalei la curba {\displaystyle \Gamma \!} în punctul M versorul {\displaystyle {\vec {b}}\!} definit de:
{\displaystyle {\vec {b}}={\vec {\tau }}\times {\vec {n}}}
și se numește binormala la curba {\displaystyle \Gamma \!} în punctul M dreapta care trece prin M și are ca vector director versorul {\displaystyle {\vec {b}}\!}.

Definiția 4: Se numește reperul lui Frenet la curba  {\displaystyle \Gamma \!} în punctul M reperul {\displaystyle \{M,{\vec {\tau }},{\vec {n}},{\vec {b}}\}\!}.
Se calculează derivatele versorilor reperului lui Frenet în raport cu parametrul natural al curbei {\displaystyle \Gamma \!}. Derivata lui {\displaystyle {\vec {\tau }}\!} este:
(3)     {\displaystyle {\frac {d{\vec {\tau }}}{ds}}=K{\vec {n}}}
Derivata lui {\displaystyle {\vec {b}}\!} este un vector perpendicular pe {\displaystyle {\vec {b}}\!} și:
(4)     {\displaystyle {\frac {d{\vec {b}}}{ds}}={\frac {d{\vec {\tau }}}{ds}}\times {\vec {n}}+{\vec {\tau }}\times {\frac {d{\vec {n}}}{ds}}=}
{\displaystyle =K{\vec {n}}\times {\vec {n}}+{\vec {\tau }}\times {\frac {d{\vec {n}}}{ds}}={\vec {\tau }}\times {\frac {d{\vec {n}}}{ds}}.}
deci {\displaystyle {\frac {d{\vec {b}}}{ds}}\!} este perpendicular și pe {\displaystyle {\vec {\tau }}}.
Prin urmare {\displaystyle {\frac {d{\vec {b}}}{ds}}\!} este coliniar cu {\displaystyle {\vec {n}}\!} (a doua formulă a lui Frenet):
(5)     {\displaystyle {\frac {d{\vec {b}}}{ds}}=-T{\vec {n}}.}
Definiția 5: Se numește torsiunea curbei {\displaystyle \Gamma \!} în punctul M funcția T de s .
Se calculează {\displaystyle {\frac {d{\vec {n}}}{ds}}\!}.
Deoarece
(6)     {\displaystyle {\vec {n}}={\vec {b}}\times {\vec {\tau }}\!}
avem:
(7)     {\displaystyle {\frac {d{\vec {n}}}{ds}}={\frac {d{\vec {b}}}{ds}}\times {\vec {\tau }}+{\vec {b}}\times {\frac {d{\vec {\tau }}}{ds}}=}
{\displaystyle =-T{\vec {n}}\times {\vec {\tau }}+{\vec {b}}\times K{\vec {n}}=T{\vec {b}}-K{\vec {\tau }}}.
Se obține cea de-a treia formulă a lui Frenet:
(8)     {\displaystyle {\frac {d{\vec {n}}}{ds}}=-K{\vec {\tau }}+T{\vec {b}}}
Deci cele trei formule ale lui Frenet sunt următoarele:
{\displaystyle {\begin{matrix}{\frac {d{\vec {\tau }}}{ds}}&=&&\kappa {\vec {n}}&\\&&&&\\{\frac {d{\vec {n}}}{ds}}&=&-\kappa {\vec {\tau }}&&+\,\tau {\vec {b}}\\&&&&\\{\frac {d{\vec {b}}}{ds}}&=&&-\tau {\vec {n}}&\end{matrix}}}
Cele trei formule ale lui Frenet se pot reține mai ușor sub forma unui tabel:
|                                               | {\displaystyle {\vec {\tau }}\!} | {\displaystyle {\vec {n}}\!} | {\displaystyle {\vec {b}}\!} |
| --------------------------------------------- | -------------------------------- | ---------------------------- | ---------------------------- |
| {\displaystyle {\frac {d{\vec {\tau }}}{ds}}} | 0                                | K                            | 0                            |
| {\displaystyle {\frac {d{\vec {n}}}{ds}}}     | -K                               | 0                            | T                            |
| {\displaystyle {\frac {d{\vec {b}}}{ds}}}     | 0                                | -T                           | 0                            |